# کلبنزی
کلبنزی (به لاتین: Kolbeinsey) یک جزیره و آب‌سنگ در ایسلند است که در دریای گرینلند واقع شده‌است. کلبنزی ۰ نفر جمعیت دارد.